# Peter Mikkelsen (badminton)
 Der er flere personer med dette navn, se Peter Mikkelsen.
Peter Mikkelsen (født 9. august 1982) er en dansk mandlig badmintonspiller.

## Største bedrifter
| Rank                       | Event         | Dato | Spillested                             |
| -------------------------- | ------------- | ---- | -------------------------------------- |
| International Mesterskaber |               |      |                                        |
| 1                          | Men's singles | 2003 | Cyprus Badminton International         |
| 1                          | Men's singles | 2007 | Portuguese International Championships |
| 1                          | Men's singles | 2007 | Spanish International Open             |